# متحف الحرب الإمبراطوري الشمالي
متحف الحرب الإمبراطوري الشمالي (بالإنجليزية: Imperial War Museum North)‏ هو واحد من خمسة متاحف تحمل اسم متحف الحرب الإمبراطوري، ويقع في مانشستر الكبرى في منطقة ترافورد.
بلغ عدد زوار هذا المتحف حوالي 244 ألف زائر في سنة 2019.